# کارلتن نورث، ویکتوریا
کارلتن نورث (به انگلیسی: Carlton North) یک حومه شهر در استرالیا است که در شهر یارا واقع شده‌است.